# Giaan Rooney
Giaan Rooney (15 novembre 1982) è una nuotatrice australiana, vincitrice, insieme a Leisel Jones, Petria Thomas e Jodie Henry della medaglia d'oro nella staffetta 4x100 m misti ai Giochi di Atene nel 2004.

## Palmarès
- Olimpiadi

Sydney 2000: argento nella 4x200m sl e nella 4x100m misti.
Atene 2004: oro nella 4x100m misti.
- Mondiali

Fukuoka 2001: oro nei 200m sl.
Barcellona 2003: argento nella 4x200m sl e bronzo nella 4x100m misti.
Montreal 2005: oro nei 50m dorso e nella 4x100m misti.
- Mondiali in vasca corta

Hong Kong 1999: argento nella 4x100m misti e bronzo nella 4x200m sl.
Mosca 2002: argento nella 4x100m sl e bronzo nella 4x200m sl.
- Giochi PanPacifici

Sydney 1999: argento nella 4x200m sl.
Yokohama 2002: argento nella 4x200m sl e bronzo nei 200m sl.
- Giochi del Commonwealth

Kuala Lumpur 1998: oro nei 100m dorso e nella 4x100m misti.
Manchester 2002: argento nella 4x200m sl e bronzo nei 100m dorso.
Melbourne 2006: argento nei 50m dorso e nei 100m dorso.